# 山梨糖
山梨糖在分类上属于己醣与酮糖，为D-果糖二号与三号位碳所对应的差向异构体。易溶於水，微溶於乙醇和異丙醇，不溶於乙醚、丙酮、氯仿和苯。存在於植物果實中。其甜度與蔗糖相近，可做為甜味劑。在工业生产维生素C的过程中，山梨糖作为发酵后产生的中间体。